# Jeisson Vargas
Jeisson Vargas Salazar (Santiago, 15 september 1997) is een Chileens voetballer die bij voorkeur als vleugelspeler speelt. Hij stroomde in 2014 door vanuit de jeugd van Universidad Católica.

## Clubcarrière
Vargas is afkomstig uit de jeugdopleiding van Universidad Católica. Op 6 november 2014 maakte hij zijn opwachting in de Chileense Primera División tegen Universidad de Concepción. In zijn debuutseizoen kwam hij tot een totaal van negen competitieduels, allemaal invalbeurten. Op 25 oktober 2015 maakte de aanvaller zijn eerste competitietreffer tegen CD Palestino. Zijn eerste hattrick volgde op 6 november 2015 tegen San Marcos. In zijn tweede seizoen maakte Vargas negen doelpunten in vierentwintig competitieduels.